# Selaginella eublepharis
Selaginella eublepharis är en mosslummerväxtart som beskrevs av Addison Brown och Georg Hans Emmo Emo Wolfgang Hieronymus. Selaginella eublepharis ingår i släktet mosslumrar, och familjen mosslummerväxter. Inga underarter finns listade i Catalogue of Life.